# Mine de Siguiri
 (mars 2025).

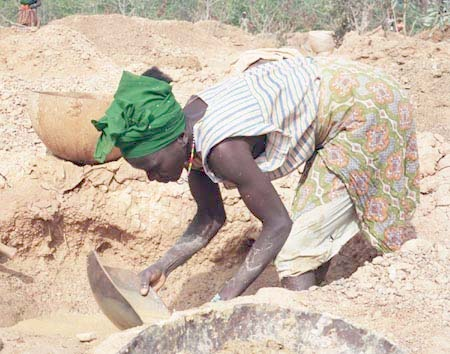
Femme affectée au criblage du minerai à la mine de Siguiri.

La mine de Siguiri est une mine à ciel ouvert d'or située en Guinée dans la région de Kankan près de Siguiri.